# Šimon a Matouš
Šimon a Matouš (italsky Il Vangelo secondo Simone e Matteo) je italský komediální film, který v roce 1975 natočil režisér Giuliano Carnimeo.

## Děj
Šimon a Matouš, kteří se na konci filmu Šimon a Matouš jedou na riviéru ocitli v Africe a pracují zde jako nosiči, mají však větší dluhy než plat. Pro tíživou finanční situaci se rozhodnou prodat revolver po dědečkovi, avšak po nedorozumění v zastavárně jsou považováni za lupiče. Při útěku před policií se schovají do kláštera, kde se převlečou za misionáře, kteří měli přijet z Evropy a kteří mají zpoždění. Když přijedou, Šimon s Matoušem je posílají splnit nelehké misionářské poslání, aby mohli i nadále zaujímat jejich pohodlná místa. Místní mafiánský boss Robinson, kterého hrdinové náhodou potkají v zastavárně, však s nimi má jiné úmysly. Pošle jim falešný dopis z papežské kurie, že mají odjet do Holandska, kde mají šířit pravou víru mezi protestanty. Šimon s Matoušem, kteří v odletu do Evropy vidí své vysvobození, jsou nadšeni.
Při odletu je Robinson požádá, zda by nedoručili do Amsterdamu sošku Madony. Po celním odbavení po příletu do Amsterdamu však celní úředník zjistí, že na jejím těle jsou přilepeny diamanty. Následuje honička, při které se socha Madony dostane bez vědomí do držení jiných páterů, kteří se sjeli do města na oslavy, a tak po honičce, kdy jsou Matouš se Šimonem zadrženi místní policií a považováni za pašeráky, má socha Madony opět místo diamantů sklíčka. Případ vzbudí mediální rozruch a policisté se rozhodnou vězňům pomoci k útěku s tím, že ti je dovedou ke skutečným kamenům. Totéž však plánuje i skupina gangsterů pracujících pro Robinsona pod vedením Morgana. Útěk se i přes neschopnost gangsterů a policie podaří a Šimon s Matoušem prchají městem. Při útěku před pronásledovateli objeví v jednom z kostelů Madonu s pravými diamanty. Tu jim pod hrozbou zbraní a po následné potyčce Morgan vezme a po honičce na motorových člunech kanály Amsterdamu odnese diamanty Robinsonovi. Šimon s Matoušem však sídlo gangsterů v restauraci objeví a po velké bitce diamanty ve váčku získávají. Restaurace je však téměř obklíčena policií, jejíž šéf už léta po gangsterech pátral a chce nyní dostat vše najednou - Morganovu partu, diamanty i domnělé pašeráky. Při útěku oknem se Matouš zachytí o vyčnívající hřebík a v domnění, že jej dostihla policie, hází váček s diamanty Šimonovi. Dopadnou však na dlažbu, kde je vzápětí přejede parní válec a zbude z nich jen prach. Oba se tak dávají na útěk a plánují cestu do Amazonie...

## Obsazení
| Paul L. Smith     | Šimon            |
| Antonio Cantafora | Matouš           |
| Dominic Barto     | Morgan           |
| Claudio Gora      | pan Robinson     |
| Jacques Herlin    | Inspektor Nelson |
| Nello Pazzafini   | odsouzenec       |
| Fortunato Arena   | pokladník        |
| Claudio Ruffini   | odsouzenec       |